# Попе
Попе (исп. Popé) или По’Пай (тева Po’pay) (1630—1688) — жрец племени тева, организатор и глава восстания против испанцев в 1680 году и национальный герой кореных американцев и племени пуэбло. Благодаря успешному итогу первого восстания, испанцев не пускали на земли пуэбло 20 лет.

## Биография
По’пай родился около 1630 года в Сан-Хуан-Пуэбло, на территории современного штата Нью-Мексико; его имя на языке тева означает «спелый кабачок». Повзрослев, получил титул религиозного лидера, а также знахаря, лекаря и главы духовной жизни своего народа.
Впервые испанцы о нём узнали в 1675 году, когда он, вместе с 47 религиозными лидерами были арестованы по обвинению в «колдовстве», а на самом деле за исповедание традиционных верований пуэбло. Большую часть лидеров, кроме 4 человек (трое были казнены, а один свел счеты с жизнью) посадили в тюрьму в Санта-Фе, выпороли и их приговором стала продажа в рабство. Многие представители народа пуэбло пришли офис губернатора с целью освобождения Попе. Сам он согласился на это, так как его волновал начавшийся конфликт с апачами.

## Восстание против испанцев

### Появление испанцев
Колонизация на территории современного штата Нью-Мехико началась ещё в 1598 году, когда первый испанский губернатор Нью-Мексико Хуан де Оньяте и поселенцы из Испании отправились по Рио-Гранде для колонизации Санта-Фе.
Первый контакт и начало боевых действий с пуэбло в Нью-Мехико случился в 1540. Франсиско Васкес де Коронадо возглавил первую испанскую армию для дальнейшего расширения Новой Испании. Участок долины Рио-Гранде, в котором расположен Альбукерке, впервые был посещен европейцами под командованием Эрнандо Альварадо- лейтенант-командир под командованием Коронадо. В шестнадцатом веке территория Нью-Мехико стала важным военным штабом для всех испанских исследователей и военной экспансии.
Численность пуэбло была от 40 до 80 тысяч человек, и многие племена были разрознены, воевали между собой и испанцы их не волновали. До самого известного восстания Попе, происходили и другие, но особо на ситуацию они не влияли, и все очаги сопротивления жестоко подавлялись. Испанские владыки всячески издевались и жестоко обращались с ними, католические миссионеры запрещали практиковать местные обряды, навязывали им свою религию. От рук колонизаторов, принудительного труда и привезённых из Старого Света болезней, иммунитета от которого у всех кореных американцев не было погибло, приблизительно, 15 тысяч представителей народа пуэбло.

### Подготовка к началу сопротивления
Долго литься кровь не могла. По легенде, Попе, будучи набожным человеком и религиозным лидером, верил, что начать восстание против испанского гнета ему приказали духи предков, именуемые качинами (kachinas).
Подготовка началась с процесса объединения всех общин. С помощью гонцов, Попе разослал всем план наступления с помощью узлов на веревке: каждый день, когда узлы развязывались, он сообщал своим союзникам, когда и в какой день нужно наносить удары по испанским надсмотрщикам.

### Восстание 1680 года
Датой восстания должно было стать 10 августа, но испанцы прознали планы Попе, взяв в заложники и выпытав информацию от беглецов. Вторым планом стало нападение на Санта-Фе. Восставшие устроили блокаду города, перекрыв дороги и линии подачи воды, жестоко расправлялись с лошадьми противника(Попе называли «истинным традиционалистом», так как все, что было привезено европейцами он терпеть не мог, даже лошадей или инструментарий), грабили поселение и сожгли католическую церковь, тем самым мстив за навязывание христианства. В результате нападения было убито 400 человек и 21 монах-францисканец. Выжившие бежали из города, своими действиями прервав контроль Испании над этой территорией. Им было разрешено идти на юг без сопротивления со стороны революционеров и были вынуждены жить в Эль-Пасо, их восставшие не трогали.
Главной политической программой лидера революции было следующие: полное изгнание испанцев с территорий, принадлежащей пуэбло и полное объединение всех общин и установление в них мира и согласия. Благодаря поддержке населения и успеху восстания, в течение 12 лет испанцы даже не пытались вернуть под контроль Санта-Фе и было принято решение о прекращении политики принудительного труда для пуэбло, под названием энкомьенда. Это было успех для Попе, но он не был вечен; многие обещания не были выполнены, власти Испании вновь получили город, а поддержка упала.

## Значение восстания
Хоть восстание продлилось относительно не долго, многие общины начали враждовать, а от последствий пострадали не только испанцы, но и сами революционеры, его можно считать важной вехой как в истории антиколониальной политики коренных народов Северной Америки, так и для культуры и роли пуэбло в этом регионе. Испанцы начали относиться более гуманно, нежели раньше, а традиционные устои и верования племен не нарушались. Пуэбло участвовали на стороне Испании против своих общих врагов в лице индейцев юта, навахо, команчи и апачи. Благодаря всем этим событиям, культура пуэбло и они сами повлияли на Нью-Мексико, самым известным примером которого стал архитектурный стиль пуэбло, популярный в этом штате.

Глава правительства пуэбло Герман Агойо, во время открытия статуи Попе, отозвался о нём следующим образом: 
Для здешних пуэбло По’пай — наш герой. Племена были на грани потери своей культурной идентичности, когда восстание пуэбло вернуло все на круги своя

## Попе в культуре

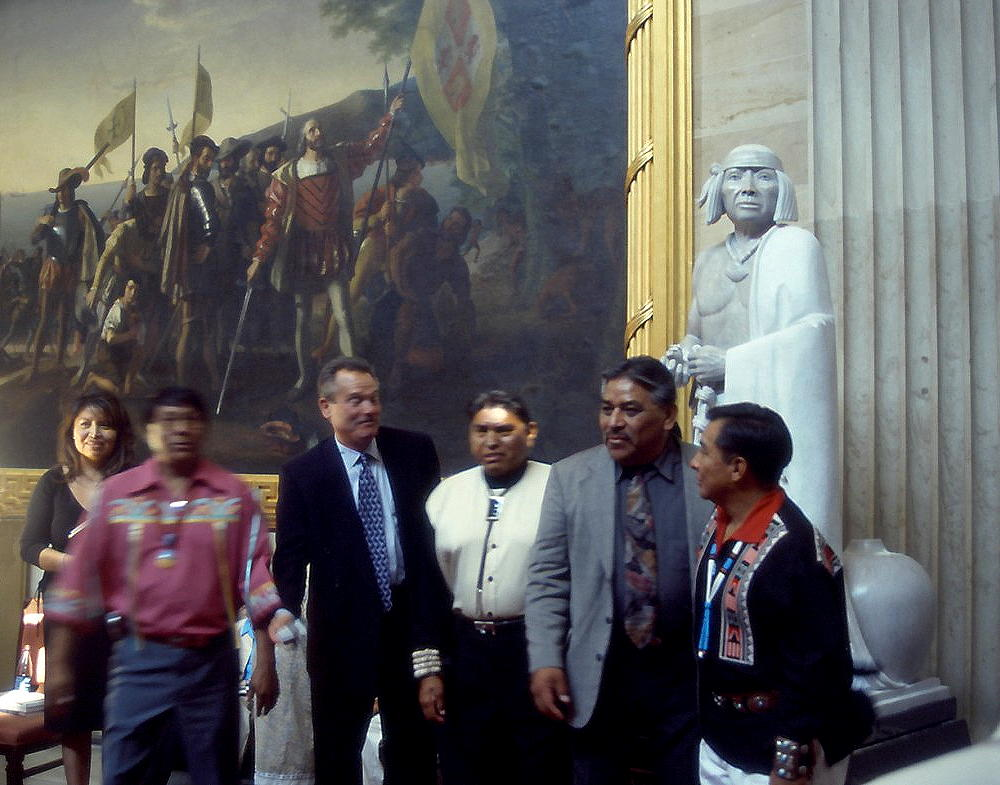
Открытие статуи в Вашингтоне, округ Колумбия

- Открытие статуи в Вашингтоне, округ Колумбия22 сентября 2005 года в ротонде здания Конгресса США была открыта статуя вождя, автор которой Клифф Фрагуа[7]. Он стал первым представителем коренных американцев, чья работа была поставлена в Национальный скульптурный зал. Статуя Попе держит в левой руке узел на веревке — символ начала восстания, в правой — фигурку медведя. На спине присутствуют следы порки.
- Попе и пуэбло должны были стать новой цивилизацией в дополнении Brave New World для игры Civilization V, но на их замену пришли другие коренные американцы — Шошоны во главе с Покателло[8].
- Вождь стал героем романа «Death Comes for the Archbishop» пера американской писательницы Уилла Кэсера
- Попе — это также имя «дикаря» из Нью-Мексико в антиутопическом романе Олдоса Хаксли «О дивный новый мир», в котором он придерживается традиционных верований.

## Примечание
1. ↑  McCoy R. principal organizer of the Pueblo revolt Popé // Popé (?–1688), principal organizer of the Pueblo revolt (1680) that drove the Spanish from New Mexico for twelve years (англ.) // American National Biography Online / S. Ware — New York City: Oxford University Press, 2017. — ISSN 1470-6229 — doi:10.1093/ANB/9780198606697.ARTICLE.2000804
2. ↑  John, Elizabeth A. H. Storms Brewed in Other Men's Worlds / Lincoln: U of Neb Press. — С. 94.
3. ↑  AFB, Mailing Address: PO Box 1086 Holloman; Us, NM 88330 Phone: 575 479-6124 Contact. Spanish Colonization Exploration - White Sands National Park (U.S. National Park Service) (англ.). www.nps.gov. Дата обращения: 16 мая 2024. Архивировано 7 февраля 2020 года.
4. ↑  Frank, Ross. "Demographic, Social, and Economic Change in New Mexico," / in New Views of Borderland History, ed. by Robert H. Jackson. — 1998. — С. 43—44.
5. ↑  Po’pay organized a revolt without a smart phone (амер. англ.). Head on West (21 августа 2018). Дата обращения: 16 мая 2024. Архивировано 16 мая 2024 года.
6. ↑  A Brief History of the Pueblo Revolt (англ.). Indian Pueblo Cultural Center (6 августа 2020). Дата обращения: 16 мая 2024. Архивировано 16 мая 2024 года.
7. ↑  Po'pay Statue, U.S. Capitol for New Mexico | AOC. www.aoc.gov. Дата обращения: 16 мая 2024. Архивировано 16 мая 2024 года.
8. ↑  Pitts, Russ. Knowing history: Behind Civ 5's Brave New World (амер. англ.). Polygon (27 июня 2013). Дата обращения: 16 мая 2024. Архивировано 22 сентября 2022 года.